# Корвара-ин-Бадия
Корва́ра-ин-Бади́я (итал. Corvara in Badia, нем. Kurfar / Corvara), также Корва́ра (ладинск. Corvara) — коммуна в Италии, располагается в регионе Трентино — Альто-Адидже, в провинции Больцано.
Население составляет 1266 человек (2008 г.), плотность населения составляет 30 чел./км². Занимает площадь 42 км². Почтовый индекс — 39033. Телефонный код — 0471.
Покровительницей коммуны почитается святая Екатерина Александрийская, празднование 25 ноября.

## Демография
Динамика населения: